# Kristal Summers
Kristal Summers (ur. 1 września 1972 w Santa Monica) – amerykańska aktorka pornograficzna.

## Życiorys

### Wczesne lata
Urodziła się w Santa Monica w Kalifornii. Dorastała w Sylmar w Kalifornii i została uznana za najbardziej nieśmiałą w gimnazjum. Jej kuzynka Francesca Lé zasugerowała jej, że powinna rozpocząć karierę w branży rozrywki dla dorosłych.

### Kariera
Summers rozpoczęła karierę w branży porno w wieku 26 lat w produkcjach: Brandy: A Pile Of Gags, Brandy's Bondage Challenge, Brandy: Inescapably Bound And Mummified, Brandy: Leather Laced and Locked i His Last Chance.
Pracowała dla takich dużych firm, jak Brazzers, Naughty America i Reality Kings.

## Nagrody i nominacje
| Rok  | Nagroda    | Kategoria            | Rezultat  |
| ---- | ---------- | -------------------- | --------- |
| 2006 | CAVR Award | MILF roku            | Nominacja |
| 2007 | XRCO Award | MILF roku            | Nominacja |
| 2009 | AVN Award  | MILF/Kuguarzyca roku | Nominacja |